# Бар (Жер)
Бар (фр. Bars) — коммуна во Франции, находится в регионе Юг — Пиренеи. Департамент — Жер. Входит в состав кантона Монтескью. Округ коммуны — Миранд.
Код INSEE коммуны — 32030.

## География

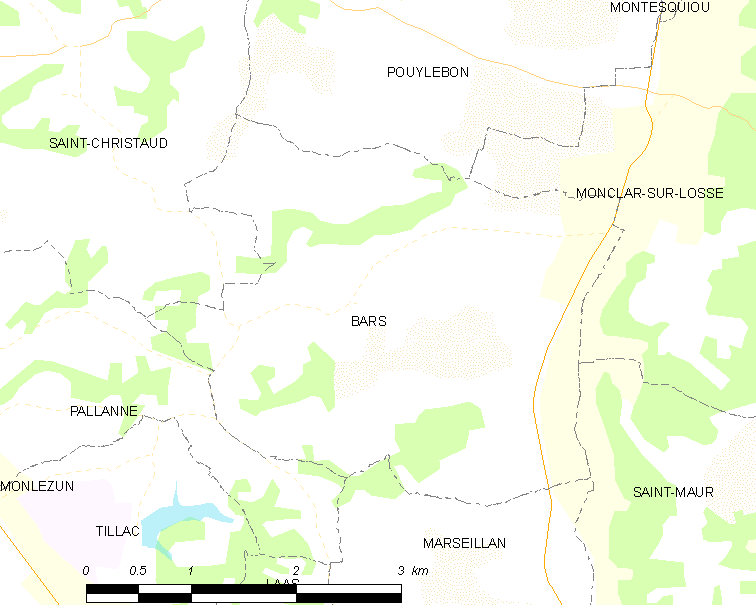
Карта коммуны

Коммуна расположена приблизительно в 620 км к югу от Парижа, в 95 км западнее Тулузы, в 28 км к юго-западу от Оша.
На востоке коммуны протекает река Ос.

## Климат
Климат умеренно-океанический. Лето жаркое и немного дождливое, температура часто превышает 35 °С. Зимой часто бывает отрицательная температура и ночные заморозки. Годовое количество осадков — 700—900 мм.

## Население
Население коммуны на 2010 год составляло 129 человек.
| 1962 | 1968 | 1975 | 1982 | 1990 | 1999 | 2010 |
| ---- | ---- | ---- | ---- | ---- | ---- | ---- |
| 193  | 184  | 158  | 137  | 148  | 139  | 129  |

## Администрация
| Период | Период | Фамилия     | Партия        | Примечания |
| ------ | ------ | ----------- | ------------- | ---------- |
| 2001   | 2020   | Режис Балеш | Разные правые |            |

## Экономика
В 2010 году среди 80 человек трудоспособного возраста (15-64 лет) 63 были экономически активными, 17 — неактивными (показатель активности — 78,8 %, в 1999 году было 69,6 %). Из 63 активных жителей работали 56 человек (31 мужчина и 25 женщин), безработных было 7 (2 мужчин и 5 женщин). Среди 17 неактивных 2 человека были учениками или студентами, 7 — пенсионерами, 8 были неактивными по другим причинам.

## Достопримечательности
- Замок Мариньян (XVII век). Исторический памятник с 1988 года[4]
- Церковь Св. Петра (перестроена в 1866 году)